# Тіон Отанг
Тіон Отанг (англ. Tion Otang) — політик Кірибаті, голова парламенту, виконував обов'язки президента країни від березня до липня 2003 року, коли його попереднику Тебуроро Тіто було винесено вотум недовіри.